# Peuschen

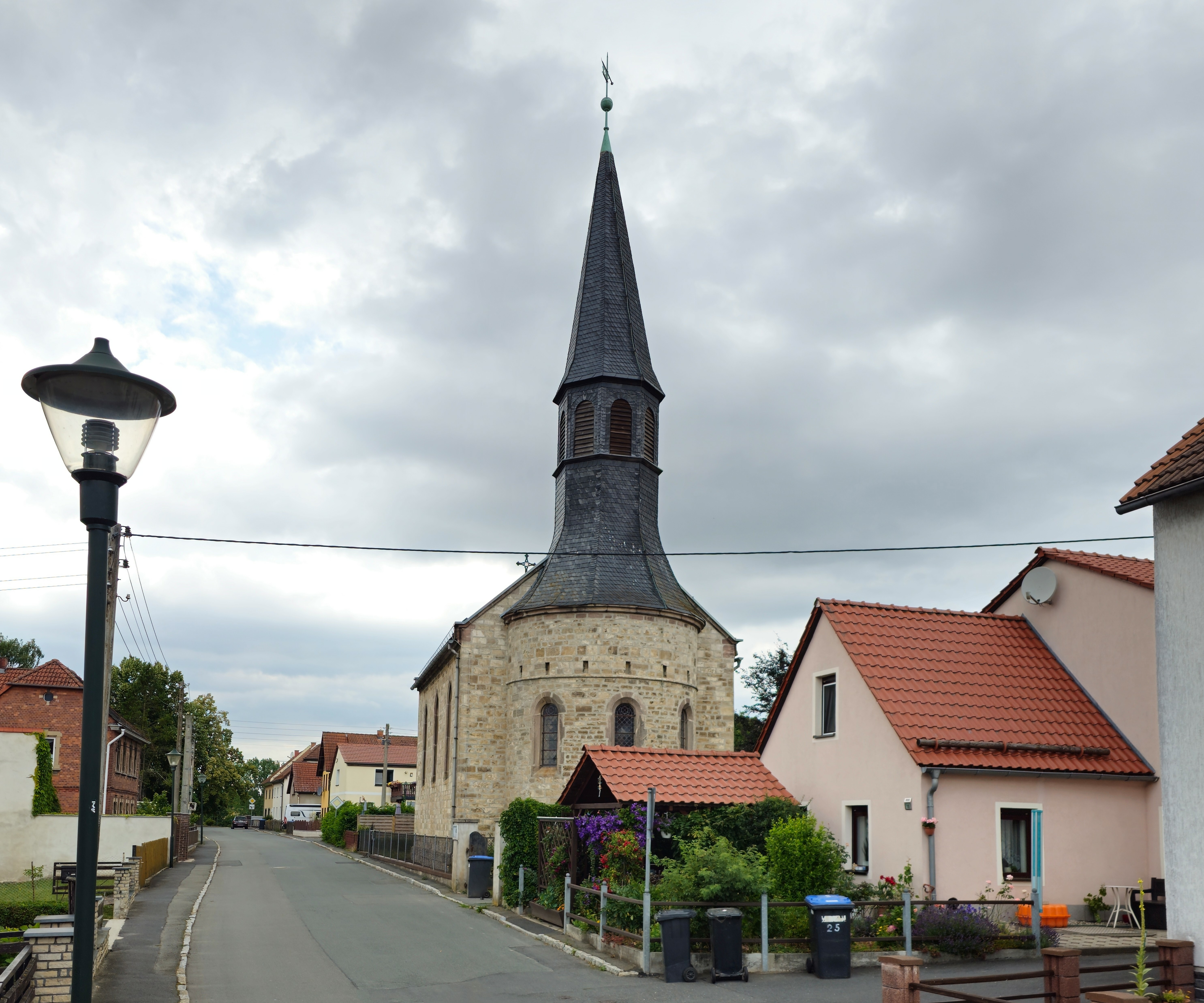
Ortslage mit Kirche

Peuschen ist eine Gemeinde in der Verwaltungsgemeinschaft Ranis-Ziegenrück im thüringischen Saale-Orla-Kreis. Zur Gemeinde gehören die Ortsteile Peuschen, Bahren und Laskau.

## Geschichte
Peuschen wurde im Jahr 1408 erstmals urkundlich erwähnt. Im Jahre 1795 erbaute der Schulze Johann Müller aus Laskau inmitten seiner Felder ein Wohn- und Wirtschaftsgebäude, welches den Ursprung des späteren Ortes Peuschen bildete. In den folgenden 60 Jahren entstanden 76 meist einstöckige Wohnhäuser, die von Tagelöhnern und Industriearbeitern bewohnt wurden. Am 17. Juli 1876 erhielt Peuschen die behördliche Anerkennung als Gemeinde. Peuschen und Laskau gehörten bis 1815 zum kursächsischen Amt Arnshaugk, Bahren zum Amt Ziegenrück. Nach der auf dem Wiener Kongress 1815 beschlossenen Abtretung des Neustädter Kreises mit seinen Ämtern gehörten Peuschen und Bahren bis 1945 zum preußischen Landkreis Ziegenrück, Laskau zum Großherzogtum Sachsen-Weimar-Eisenach bzw. ab 1920 zum Land Thüringen.

### Eingemeindungen
Seit 1974 ist Laskau und seit 1994 Bahren Ortsteil der Gemeinde Peuschen.

### Einwohnerentwicklung
Entwicklung der Einwohnerzahl (ab 1994: Stand jeweils 31. Dezember):
| - 1933: 533 - 1939: 498 - 1994: 561 - 1995: 549 - 1996: 548 - 1997: 544 - 1998: 535 | - 1999: 529 - 2000: 519 - 2001: 521 - 2002: 530 - 2003: 529 - 2004: 520 - 2005: 510 | - 2006: 509 - 2007: 499 - 2008: 491 - 2009: 491 - 2010: 486 - 2011: 481 - 2012: 478 | - 2013: 473 - 2014: 470 - 2015: 469 - 2016: 449 - 2017: 454 - 2018: 451 - 2019: 454 | - 2020: 447 - 2021: 444 - 2022: 444 - 2023: 445 - 2024: 430 |

Datenquelle ab 1994: Thüringer Landesamt für Statistik

## Politik

### Bürgermeister
Im Juni 2016 wurde Stefan Fröhlich zum Bürgermeister gewählt. Er wurde 2022 mit 55,1 % der Stimmen wiedergewählt.

### Wappen
Das Wappen wurde am 29. Mai 1996 durch das Thüringische Landesverwaltungsamt genehmigt.
Blasonierung: „Geteilt von Silber und Grün; oben wachsend ein schwarzer, golden bewehrter Adler, unten drei im Dreipass gestellte silberne Lindenblätter.“
Ortsbildbestimmend für die drei Ortsteile ist neben anderen mächtigen Laubbäumen die Linde. Die Vereinigung der Lindenblätter im Wappen versinnbildlicht die Zusammengehörigkeit der drei Ortsteile, während sich der Adler auf die ehemalige preußische Hoheit der Ortsteile Peuschen und Bahren bezieht.
Das Wappen wurde von dem Goßwitzer Manfred Fischer gestaltet.